# Związek gmin Sontheim-Niederstotzingen
Związek gmin Sontheim-Niederstotzingen – związek gmin (niem. Gemeindeverwaltungsverband) w Niemczech, w kraju związkowym Badenia-Wirtembergia, w rejencji Stuttgart, w regionie Ostwürttemberg, w powiecie Heidenheim. Siedziba związku znajduje się w miejscowości Sontheim an der Brenz, przewodniczącym jego jest Matthias Kraut.
Związek zrzesza jedno miasto i jedną gminę wiejską:
- Niederstotzingen, miasto, 4645 mieszkańców, 29,80 km²
- Sontheim an der Brenz, 5525 mieszkańców, 28,92 km²